# John Nash
 Ikke at forveksle med John Forbes Nash.
John Nash (født 18. januar 1752, død 13. maj 1835) var en britisk arkitekt, som mellem 1800 og 1830 satte afgørende præg på London og Storbritannien gennem sine arbejder for kong Georg 4., både i dennes periode som prinsregent fra 1811 og efter tronbestigelsen i 1820. Nash stod bl.a. for ombygningen af Buckingham Palace i 1820'erne. Da dette byggeri blev for dyrt, blev Nash afskediget i 1829, og da kongen døde året efter, var Nash' storhedsperiode slut.

## Nogle af Nash' værker
- Buckingham Palace 1837
- Royal Pavilion, Brighton
- Marble Arch